# Alessandra Ammara
Alessandra Ammara (* 1972 in Florenz) ist eine italienische Pianistin.

## Leben
Sie schloss ihr Studium am Conservatorio „L. Cherubini“ in Florenz 1990 mit Diplom (Höchstpunktzahl) ab. Von 1993 bis 1999 bildete sie sich an der Accademia Pianistica „Incontri col Maestro“ di Imola weiter. Ihre Lehrer waren unter anderem Paul Badura-Skoda, Boris Petrushansky, Franco Scala und Maria Tipo. Internationale Konzertreisen führten sie in die großen Säle von Deutschland (Laeiszhalle Hamburg), den Niederlanden (Concertgebouw von Amsterdam), Österreich, Polen, Rumänien, Spanien, Frankreich (Salle Cortot in Paris) und die USA.
Im Jahr 2000 war sie Laureatin des Esther-Honens-Klavierwettbewerbs in Calgary, Kanada. Zu den Orchestern, mit denen sie zusammengearbeitet hat, zählen die Berliner Symphoniker, die Wiener Symphoniker, das Orchester Sinfonica della Rai, das Calgary Philharmonic Orchestra und viele weitere Orchester in Europa, den USA und Kanada. Bei Kammermusikprojekten sind Musikerkollegen und -kolleginnen wie Ingrid Attrot, Rocco Filippini, Alban Gerhardt, Anton Kuerti, Shauna Rolston und das Takács- sowie das Sine-Nomen-Quartett ihre Partner. Seit 1999 tritt sie auch regelmäßig im Klavierduo mit ihrem Ehemann Roberto Prosseda auf.

## Auszeichnungen
- 1997 gewann sie den 1. Preis beim Arturo Benedetti Michelangeli International Piano-Wettbewerb;
- Zweite Preisträgerin beim „Alessandro Casagrande di Terni“, „G.B. Viotti“ di Vercelli und „Premio Jaén“ (Spanien)

## CD (Auswahl)
Schallplattenaufnahmen der Künstlerin umfassen Werke von Debussy, Skrjabin und Chopin. Im Herbst 2008 erschien ihre CD mit den vier Balladen von Chopin.
- Chopin: Balladen, Fantasie, Barcarolle, Arts Blue (H’Art), 2008
- Debussy Scriabin Chopin, 2007
- Preludi-Serie I-IV, Januar 2009, Arts Blue (H’Art)